# BBC Osnabrück
Der Basketballclub Osnabrück wurde am 2. Juli 2014 als Einspartenverein in Osnabrück gegründet. Der Spielbetrieb wurde schon in der Spielzeit 2014/15 aufgenommen. Anfänglich hatte der Verein ca. 100 Mitglieder und im Jahre 2018 waren es schon über 300. Der Verein bietet Breiten- und Spitzensport an.
Trainer Jörg Scherz führte die BBC-Frauen 2023 zum Aufstieg in die 2. Bundesliga Nord. 2025 stand der BBC im Endspiel um die Zweitligameisterschaft, verlor dieses aber 50:54 gegen Bochum. Scherz gab im Sommer 2025 das Traineramt an Radion Gross ab.
Der Herrenmannschaft gelang 2024 unter Trainer Torvoris Baker als Oberliga-Zweiter der Sprung in die 2. Regionalliga Nord. In der Liga war die Mannschaft schon zwischen 2019 und 2022 vertreten. Austragungsort für die Heimspiele ist die Schlosswallhalle in Osnabrück.
2024 sicherte sich die SG TV Ibbenbüren/BBC Osnabrück die Teilnahme an der Jugend-Basketball-Bundesliga.

## Abschlussplatzierungen
| - 2023/24, 2. DBBL Nord: 2. Platz - 2024/25, 2. DBBL Nord: 2. Platz |

## Kader der Saison 2024/25
| Nr. | Name                  | Position       | Größe  | Nationalität | Alter |
| --- | --------------------- | -------------- | ------ | ------------ | ----- |
| —   | Jörg Scherz           | Trainer        | n/a    | Deutschland  | n/a   |
| 10  | Charlotte Behr        | Point Guard    | 1,76 m | Deutschland  | 20    |
| 14  | Carlotta Arlt         | Center         | 1,88 m | Deutschland  | 20    |
| 6   | Kira Dölle            | Small Forward  | 1,74 m | Deutschland  | 25    |
| 5   | Tonia Dölle           | Center         | 1,86 m | Deutschland  | 27    |
| 13  | Maya Girmann          | Center         | 1,80 m | Deutschland  | 28    |
| 11  | Antonia Kraushaar     | Center         | 1,86 m | Deutschland  | 23    |
| 15  | Michelle Müller       | Center         | 1,83 m | Deutschland  | 32    |
| 16  | Sarah Nocke           | Power Forward  | 1,80 m | Deutschland  | 19    |
| 7   | Ann-Sophie Ossowski   | Small Forward  | 1,72 m | Deutschland  | 28    |
| 4   | Annemarie Potratz     | Point Guard    | 1,63 m | Deutschland  | 28    |
| 8   | Tessa Strompen        | Power Forward  | 1,73 m | Deutschland  | 22    |
| 17  | Charlotte Kreuzhermes | Small Forward  | 1,76 m | Deutschland  | 19    |
| 22  | Maike Hagedorn        | Shooting Guard | 1,72 m | Deutschland  | 31    |
| 23  | Lotta Millich         | Small Forward  | 1,66 m | Deutschland  | 25    |
| 9   | Julia Herrschaft      | Shooting Guard | 1,74 m | Deutschland  | 0     |